# Tatsunori Arai
Tatsunori Arai (新居 辰基 Arai Tatsunori?), född 22 december 1983 i Hokkaido prefektur, är en japansk före detta fotbollsspelare.
Arai började sin karriär 2002 i Consadole Sapporo. Efter Consadole Sapporo spelade han för Shizuoka FC, JEF United Chiba och Shonan Bellmare. Han avslutade karriären 2011.